# Rohard Ier d'Haïfa
 (juin 2025).
Rohard Ier d'Haïfa, ou Rohard Ier de Cayphas, mort en 1107, est un chevalier croisé franc, probablement d'origine occitane qui fut dans les États latins d'Orient seigneur d'Haïfa et d'Hebron.
Il est possiblement le fils ou un proche parent du croisé Galdemar Carpinel, arrivé en Terre sainte avec la première croisade dans la suite de Raymond de Saint-Gilles et qui avait été inféodé à la seigneurie d'Haïfa ainsi que celle d'Hebron.
Après la mort de Galdemar en 1101 durant la première bataille de Ramla, la seigneurie d'Haïfa revient à Tancrède de Hauteville. Mais Rohard en est investi avant 1103, date à laquelle il est cité par le chroniqueur Albert d'Aix comme l'un des barons du roi Baudouin Ier de Jérusalem.
Rohard a probablement hérité également de Galdemar de la seigneurie d'Hebron, également appelée seigneurie de Saint-Abraham, bien qu'elle semble rapidement faire partie du domaine royal.
Rohard meurt en 1107 et est inhumé dans l'église du Saint-Sépulcre à Jérusalem. Le successeur de Rohard en tant que seigneur d'Haifa est Payen Ier d'Haïfa, probablement un fils ou un proche parent de Rohard. 